# Štuke (Foča, BiH)
Štuke su naseljeno mjesto u općini Foči, Republika Srpska, BiH.
Nalazi se blizu entitetske granice s Federacijom BiH, zapadno od rijeke Koline. Popisano je kao samostalno naselje na popisu 1961., a na kasnijim popisima ne pojavljuje se, jer je 1962. pripojeno Rodijelju.(Sl.list SRBiH, br.47/62).  Danas se nalazi u Rodijelju koji je u Republici Srpskoj.

## Stanovništvo
| Narod     | Popis 1961. |
| --------- | ----------- |
| Hrvati    |             |
| Muslimani | 90          |
| Srbi      |             |
| ostali    | 1           |
| Ukupno    | 91          |